# Jorge Domínguez Soto
Jorge Domínguez, Málaga, España, futbolista español. Delantero centro. 

## Trayectoria
Jorge Domínguez inició su carrera en el Juventud Torremolinos, desde donde dio el salto al Atlético Malagueño, filial del antiguo C.D. Málaga, donde permaneció dos temporadas. Jugó cedido en el At. Marbella en la 86/87, consiguiendo el ascenso a la 2ªB. Continuó su carrera en el C.D.Ronda, Andorra C.F. (donde coincidió con Antonio Rueda), Real Jaén C.F (siendo el máximo goleador del equipo en la 89/90 con doce tantos), Balompédica Linense. Finalizó su carrera en la provincia de Jaén, jugando en el Torredonjimeno, Iliturgi, Linares y Ubeda.
Delantero centro clásico, de potente remate y gran movilidad, actualmente sigue vinculado al mundo del fútbol como entrenador de fútbol base